# Bodega de Areni-1

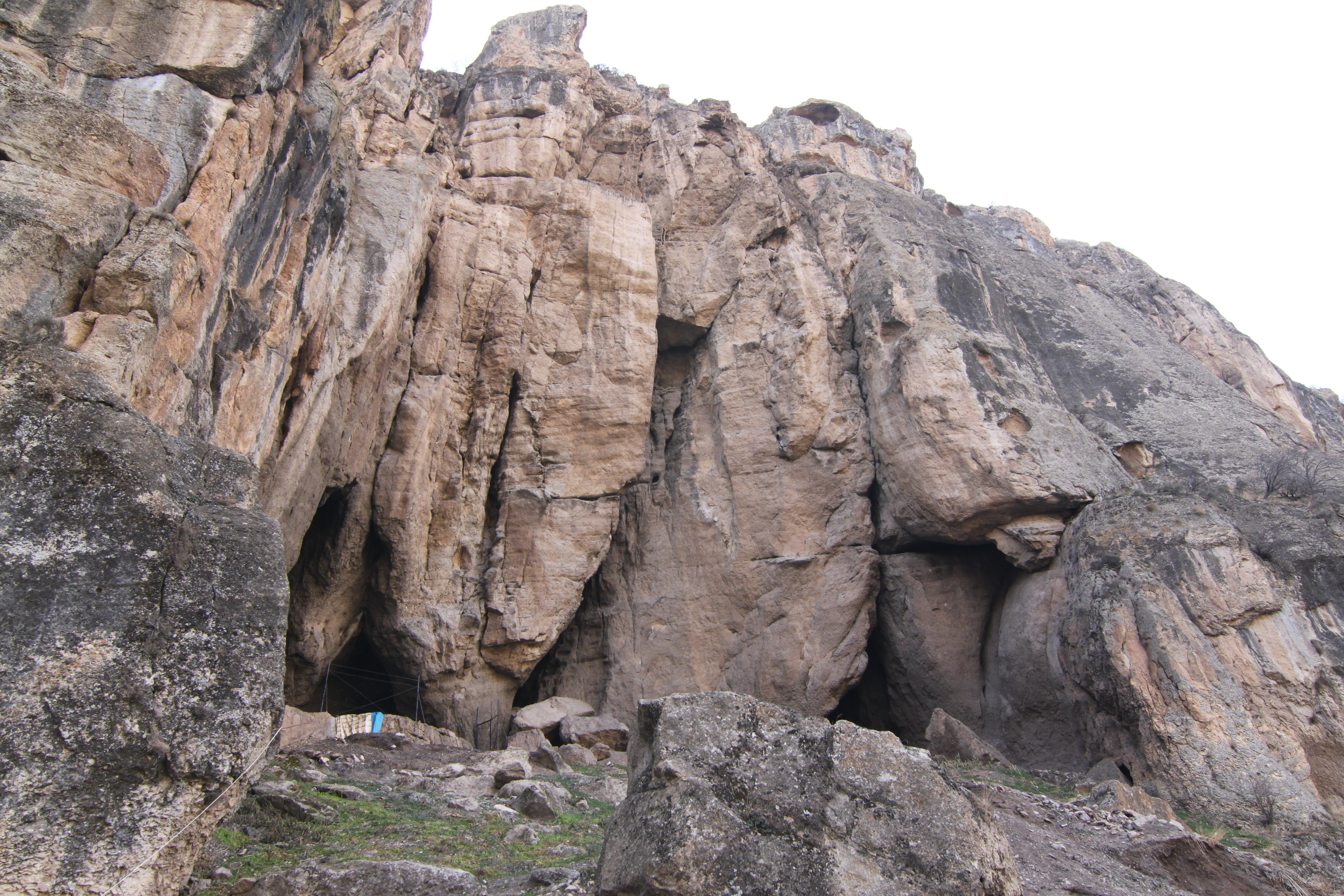
Entrada a la cueva Areni-1.

La Bodega Areni-1 es una antigua bodega que fue descubierta en 2007 en el complejo de cuevas Areni-1 de la aldea de Areni en la  provincia de Vayots' Dzor de Armenia por un equipo de arqueólogos armenios e irlandeses. Las excavaciones fueron llevadas a cabo por Boris Gasparyan, del Instituto de Arqueología y Etnografía de la Academia Nacional de Ciencias de la República de Armenia, y Ron Pinhasi, del Universidad de Cork (Irlanda), y contaron con el patrocinio de la Fundación Gfoeller (Estados Unidos) y la Universidad de Cork. En 2008, la Universidad de California en Los Ángeles (UCLA) también se unió al proyecto con Gregory Areshian como codirector del Proyecto Areni. Desde entonces, las excavaciones han sido patrocinadas también por la UCLA y la National Geographic Society. Las excavaciones de la bodega finalizaron en 2010.
La bodega consta de barricas para la fermentación del vino, una prensa de vino, tinajas de almacenamiento, fragmentos de cerámica, y se cree que es al menos mil años más antigua que la bodega desenterrada en Cisjordania en 1963, que es la segunda más antigua conocida actualmente.
El zapato de Areni-1 se encontró en la misma cueva en 2008.

## Descubrimiento
Las excavaciones en el yacimiento de Areni-1 comenzaron en 2007 y continuaron hasta septiembre de 2010. Arqueólogos armenios, estadounidenses e irlandeses desenterraron por completo una gran barrica bien conservada de 60 cm de profunda, junto con una pileta de 1m de larga, pila de arcilla y cubierta de malvidina.  Además de estos hallazgos, se encontraron semillas de uva, restos de uvas prensadas, ciruelas pasas, nueces y vides disecadas. También se hallaron varios vasos para beber, junto a un conjunto de tumbas antiguas, lo que sugiere que el lugar se utilizaba para ceremonias funerarias y prácticas rituales.
La cueva fue abandonada tras derrumbarse su techo, y el material orgánico se conservó gracias a los excrementos de las ovejas, que impidieron que los hongos destruyeran los restos.

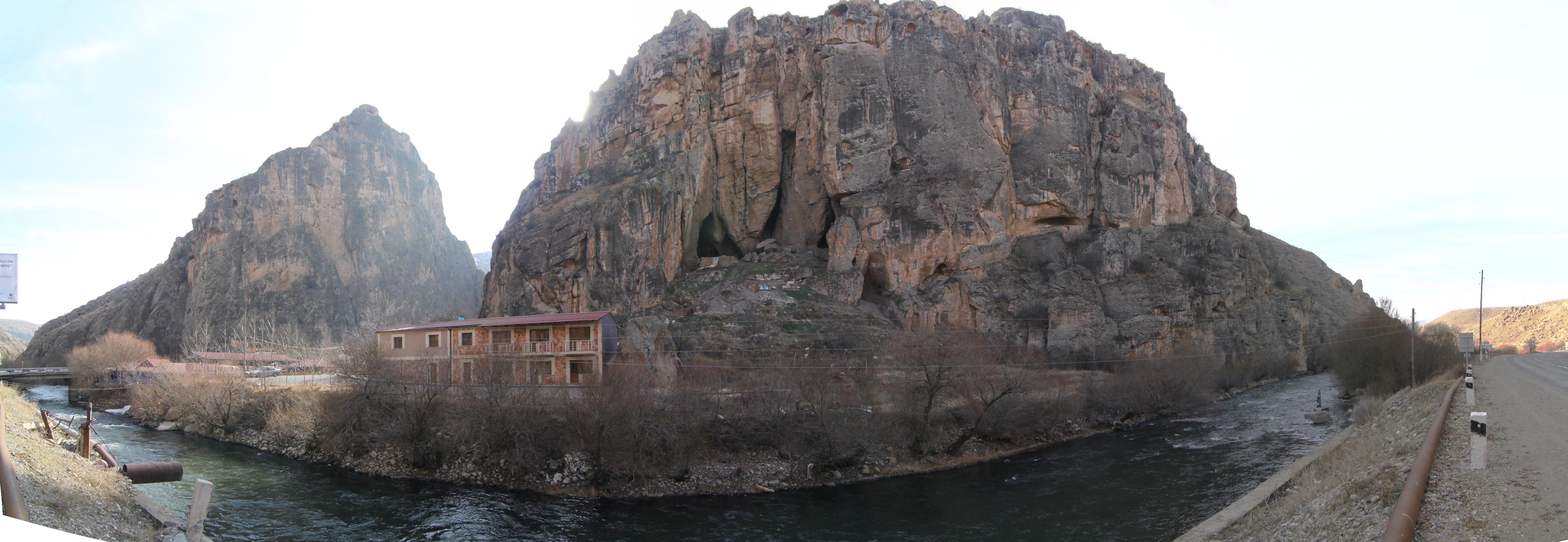
Panorama del emplazamiento de Areni-1 a lo largo del río Arpa.

## Análisis
Los resultados del análisis bioquímico de los residuos del fondo del lagar y de las tinajas de almacenamiento realizado por Hans Barnard y sus colegas de la UCLA se publicaron en el Journal of Archaeological Science en enero de 2011.
Análisis botánicos y pruebas de datación por radiocarbono realizadas por investigadores de la Universidad de California en Irvine y la Universidad de Oxford han revelado la datación de la bodega de Areni-1 en torno a los años 4100 a. C. y 4000 a .C. o la período calcolítico final. Según Areshian, los vinateros utilizaban los pies para prensar el vino en la pila de arcilla, cuyo jugo se escurría a la cuba, donde permanecía para fermentar hasta ser almacenado en tinajas. La capacidad de la cuba se ha estimado en unos 14-15 galones.
Según Areshian, el descubrimiento de la bodega ha aportado mayores conocimientos al estudio de la horticultura. Patrick E. McGovern, arqueólogo biomolecular de ls University of Pennsylvania Museum of Archaeology and Anthropology, ha destacado igualmente la importancia del descubrimiento, describiéndolo como «importante y único, porque indica la producción de vino a gran escala, lo que implicaría, creo, que la uva ya había sido domesticada».
Se desconoce la identidad exacta de las personas que vivían en la región en aquella época, aunque algunos investigadores han postulado que podrían pertenecer a la cultura kurá-araxes y han añadido que podrían haber estado muy involucrados en el comercio.